# 서울대학교 상과대학 축구단
서울대학교 상과대학 축구단은 대한민국 서울특별시에 있었던 축구단이다. 서울대학교 상과대학이 운영했던 대학교 축구단이며, 전국대학축구선수권대회의 초대 우승팀이다.

## 수상 기록
| 시즌 | 대회                   | 수상   |
| ---- | ---------------------- | ------ |
| 1946 | 전국축구선수권대회     | 준우승 |
| 1946 | 전국대학축구선수권대회 | 우승   |

## 참고 문헌
- “전국대학축구선수권대회 역대 전적”. 한국대학축구연맹.

## 같이 보기
- 서울대학교
- 경성고등상업학교
- 서울대학교 축구단
- 서울대학교 공과대학 축구단
- 서울대학교 농과대학 축구단
- 서울대학교 문리과대학 축구단
- 서울대학교 법과대학 축구단